# Benjamin Jønsson
|  | Sammenskrivningsforslag Artiklen Benjamin Jønsson er foreslået føjet ind i Splay Danmark. (Siden januar 2019) Diskutér forslaget |

Benjamin Jønsson (født d. 22. august 1999 i Roskilde) er en dansk influencer og YouTuber med over 129.000 følgere og 66.4 millioner afspilninger på YouTube.
Benjamin har lavet en række videoer, der har skabt stor succes på YouTube.
Benjamin Jønsson har ikke udgivet videoer på YouTube siden september 2021.

## Diskografi
- "sangen til dansk youtube"
- "Øl Kongen"
- "Mors Dreng"
- "I Love Cola"
- "Sangen Til Britta Nielsen
- "Sangen Til Rasmus Paludan"
- "Sangen Til Donald Trump"
- "Sangen Til Tobias Dybvad"
- "Sangen Til Lars Løkke"
- "Sangen Til Thomas Blachman"
- "Sangen Til Citybois"
- "Sangen Til Linse Kessler"
- "Sangen Til Mette Frederiksen"

Derudover har Benjamin (efter inspiration fra Songs In Real Life af Steve Kardynal) oprettet hit-serien Sange i Virkeligheden.

## Resultater opnået
- I 2015 havde Benjamin 2 videoer på listen "Årets 10 mest populære videoer"
- I 2018 havde han sangen Mors Dreng på listen "Årets 10 mest populære videoer"
- Benjamin har også en Instagram konto, med over 50.000 følgere.
- Han var nomineret i kategorien Årets Humor, til GuldTuben i 2015, men vandt ikke prisen.